# 莫蒂列哈
莫蒂列哈，是西班牙卡斯蒂利亚-拉曼恰自治区阿尔瓦塞特省的一个市镇。 总面积24km², 总人口505人（2001年），人口密度21人/km²。